# Lancia K Bertone Kayak
La Bertone Kayak o Lancia Kayak è una concept car realizzata dalla carrozzeria italiana Bertone per l'azienda automobilistica italiana Lancia ed esposta nel 1995 al Salone dell'automobile di Ginevra.

## Caratteristiche

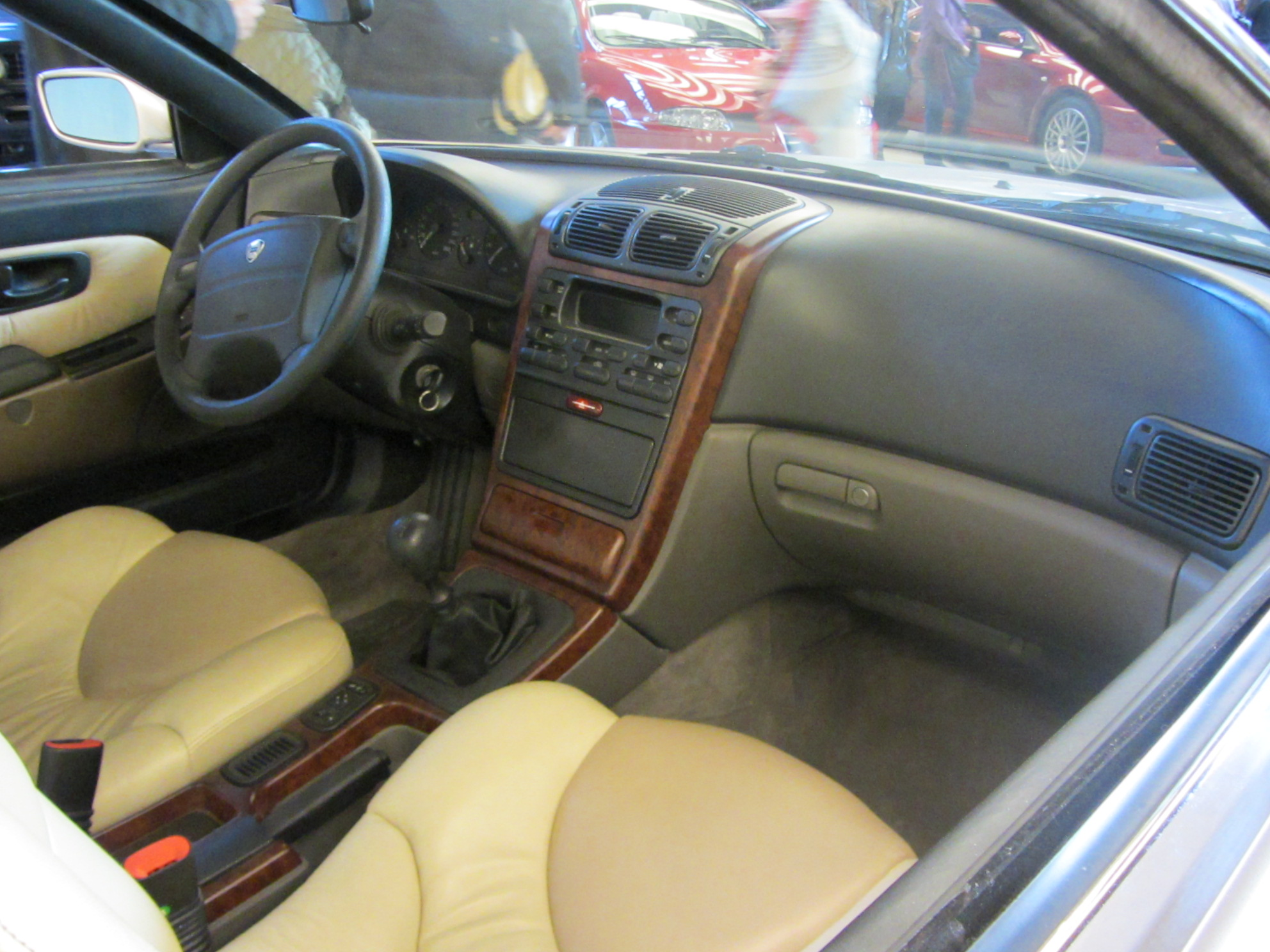
Interni

La vettura, un'elegante coupé dalle linee tese, nasceva sulla base meccanica della Lancia K degli anni novanta. Fu proposta dalla celebre carrozzeria torinese per dimostrare le possibilità di realizzazione di una vettura a marchio Lancia dall'impronta molto sportiva che si discostasse stilisticamente dalla normale produzione in serie, ma che nel contempo rimandasse alle classiche Lancia coupé del dopoguerra, come ad esempio la Lancia Aurelia B20, della quale la Kayak voleva proporsi come erede ideale e reinterpretazione in chiave moderna.
Questo concept era caratterizzato da un corpo vettura a tre volumi, quindi piuttosto classico per una coupé. Il frontale era dotato di una calandra sottile a tutta larghezza che lasciava appena intravedere i gruppi ottici, posti dietro la calandra stessa, mentre la coda spiovente e raccolta conferiva dinamismo alla vista d'insieme.
Lo stesso Gianni Agnelli apprezzò molto la vettura all'epoca della sua presentazione, tanto che nel 1996 ne fu riproposta una versione marciante che sembrava far presagire ad un suo possibile futuro commerciale. La vettura non ebbe tuttavia alcun seguito produttivo.